# Colaspoides purpurata
Colaspoides purpurata es un coleóptero de la familia Chrysomelidae.
Fue descrita científicamente en 2006 por Medvedev.